# Phellinus mangrovicus
Phellinus mangrovicus är en svampart som först beskrevs av Imazeki, och fick sitt nu gällande namn av Imazeki 1952. Phellinus mangrovicus ingår i släktet Phellinus och familjen Hymenochaetaceae.   Inga underarter finns listade i Catalogue of Life.